# (389) Industria
(389) Industria es un asteroide perteneciente al cinturón de asteroides descubierto el 8 de marzo de 1894 por Auguste Honoré Charlois desde el observatorio de Niza, Francia.
Está nombrado por la palabra latina para diligencia.